# Isolde Ahlgrimm
Isolde Ahlgrimm (Wenen, 31 juli 1914 - 11 oktober 1995) was een Oostenrijks klaveciniste.

## Levensloop
Ahlgrimm studeerde piano aan het Conservatorium van Wenen, met als leraars Viktor Ebenstein, Emil von Sauer en Franz Schmidt. Ze werd er later docente klavecimbel, tot in 1984. Ze gaf talrijke meestercursussen in de Verenigde Staten en nam steeds deel aan de Bachfeesten in Leipzig. Van 1958 tot 1962 doceerde ze aan het Mozarteum in Salzburg.
Vanaf 1935 richtte ze haar inspanningen op de authentieke uitvoeringspraktijk en ontwikkelde ze een filosofie hieromtrent die in tegenspraak stond met de zienswijzen van Wanda Landowska en Eta Harich Schneider.
Ahlgrimm gaf de voorkeur aan klavecimbels die volgens de historische bouwwijze waren gemaakt, gebaseerd op de voorbeelden uit de 17de en 18de eeuw. Ze liet zich al in de jaren dertig zo een historisch klavecimbel bouwen door de firma Ammer. Ahlgrimm speelde meestal uit het hoofd en dit tot op hoge leeftijd. 
Ze was bevriend met Richard Strauss en die vertrouwde haar de uitvoering op klavecimbel toe tijdens de eerste opvoering van zijn opera Capriccio. Hij componeerde ook nog regelmatig werk dat alleen zij mocht uitvoeren.
Onder haar leerlingen zijn te vermelden: Peter Watchorn (Australië/USA), Larry Palmer (USA), Hubert Bédard (Canada/Frankrijk), Bernard Lagacé (Canada), Elaine Comparone (USA), Pénélope Kosztolnyik en Zsusza Pertis (Hongrie).  
In 1968, 1971 en 1977 was ze lid van de jury voor de internationale klavecimbelwedstrijden die plaatsvonden in Brugge, in het kader van de Musica Antiqua Festival.
Tijdens haar laatste levensjaren leed ze aan de Ziekte van Parkinson.

## Concerten
Vanaf 1934 leerde ze de oude instrumenten kennen door Erich Fiala, met wie ze in 1938 trouwde en die verzamelaar was van Amativiolen In 1937 kochten ze een pianoforte uit 1790. Op dit instrument speelde ze tijdens de Concerte für Kenner und Liebhaber die ze van toen af in het Palazzo Palffy in Wenen organiseerde. Ze geldt hierin als een voorloper van Nikolaus Harnoncourt. Met hem nam ze in 1955 werken van Bach op: de Sonaten voor Viola da Gamba en basso continuo op, evenals 'Das musikalische Opfer'. In 1956 scheidde ze van Fiala, de collectie werd verkocht en dit betekende het einde van de concerten in het Palffypaleis.
Ze was ook de eerste om in de jaren dertig de Mozartsonaten op een historische Hammerflügel te spelen. Vanaf 1954 maakte ze opnamen van het volledige werk van Johann Sebastian Bach voor klavecimbel, eveneens op een oud instrument.

## Discografie

### De volledige werken van Johann Sebastian Bach voor klavecimbel
JS Bach: Complete Works for Harpsichord (Philips) (1951–56; released 1952–59):
- Volume 1 – Das Wohltemperierte Clavier, Book 1, BWV 846–869
- Volume 2 – Six French Suites, BWV 812–817
- Volume 3 – Twenty Little Preludes, BWV 924–943
- Volume 4 – Six English Suites, BWV 806–811
- Volume 5 – Six Partitas, BWV 825–830
- Volume 6 – Das Wohltemperierte Clavier, Book 2, BWV 870–893
- Volume 7 – Goldberg Variations, BWV 988; Italian Variations, BWV 989
- Volume 8 – Sonatas for flute and obbligato harpsichord, BWV 1030–1032
- Volume 9 – Die Kunst der Fuge, BWV 1080
- Volume 10 – Das Musikalische Opfer, BWV 1079 (met Harnoncourt)
- Volume 11 – Three sonatas for viola da gamba, BWV 1027–1029 (met N. Harnoncourt)
- Volume 12 – Fifteen Inventions and fifteen sinfonias, BWV 772–801
- Volume 13 – Fantasias, preludes and fugues, BWV 903, 899, 904, 906, 944, 917, 918, 919
- Volume 14 – Toccatas, BWV 910–916; Passacaglia, BWV 582; fugues BWV 575–577
- Concertos for one and two harpsichords, BWV 1052–1062 (w/ Friederike Bretschneider/Amati Orchestra/Erich Fiala, cond.)
- Italian Concerto, BWV 971; French Overture, BWV 831; Four Duets, BWV 802–805; Capriccio in B-flat, BWV 992 (recorded Philips, 1975)

### Andere opnamen
- Alle suites voor klavecimbel van G. F. Händel
- Variaties van Poglietti, Frescobaldi, C. Ph. E. Bach, Couperin etc.
- Klavecimbelmuziek uit Wenen (Fux, Frohberger, Poglietti)
- Concerto's voor 2, 3 en 4 klavecimbels (samen met Hans Pischner, Zuzana Růžičková, Robert Veyron-Lacroix en de Staatskapelle Dresden onder Kurt Redel).